# Барамыгин, Николай Константинович
Никола́й Константи́нович Барамы́гин (12 декабря 1886, село Пеледуй, Иркутская губерния — 1972) — якутский полевод, Герой Социалистического Труда (1950).

## Биография
Родился в крестьянской семье. С 1921 года жил в Олёкминском районе, работал по найму, затем — на арендованной земле в Амгинском. С 1927 года участвовал в коллективизации, одним из первых вступил в товарищество по совместной обработке земли.
С 1946 года до выхода на пенсию работал бригадиром колхоза им. Ф. Энгельса. В 1949 году его бригада добилась рекордного урожая пшеницы по 29 центнеров с гектара на площади 65 гектаров.
21 июня 1950 года удостоен звания Героя Социалистического Труда.

## Награды
- медаль Серп и Молот Героя Социалистического труда и орден Ленина (21.6.1950)[2][3].